# Liste der Monuments historiques in Meudon
Die Liste der Monuments historiques in Meudon führt die Monuments historiques in der französischen Gemeinde Meudon auf.

## Liste der Bauwerke
| Bezeichnung                                                    | Beschreibung | Standort                                                  | Kennzeichnung | Schutzstatus   | Datum     | Bild           |
| -------------------------------------------------------------- | ------------ | --------------------------------------------------------- | ------------- | -------------- | --------- | -------------- |
| Eiskeller von Schloss Bellevue                                 |              | 1, allée Pompadour (Lage)                                 | PA00088169    | Inscrit        | 1990      |                |
| Musikpavillon von Schloss Bellevue                             |              | 59, route des Gardes (Lage)                               | PA00088124    | Inscrit        | 1990      |                |
| Haus „Les Colonnes“ und künstliche Grotte von Schloss Bellevue |              | 62, route des Gardes (Lage)                               | PA00088167    | Inscrit        | 1990      |                |
| Nebengebäude von Schloss Bellevue                              |              | 67, route des Gardes (Lage)                               | PA00088168    | Inscrit        | 1990      | weitere Bilder |
| Nebengebäude von Schloss Bellevue                              |              | 61, route des Gardes (Lage)                               | PA00088166    | Inscrit        | 1990      | weitere Bilder |
| Schloss Bellevue                                               |              | Place du Président-Wilson Rue Basse-de-la-Terrasse (Lage) | PA00088116    | Inscrit        | 1974      |                |
| Schloss und Hangar                                             |              | Avenue de Trivaux (Lage)                                  | PA00088117    | Classé         | 1972 2000 | weitere Bilder |
| Kirche St-Martin                                               |              | 45, rue de la République (Lage)                           | PA00088118    | Classé         | 1996      | weitere Bilder |
| Haus                                                           |              | 27, rue du Bel-Air (Lage)                                 | PA00088119    | Classé         | 1958      |                |
| Musée d'art et d'histoire                                      |              | 11, rue des Pierres (Lage)                                | PA00088121    | Classé         | 1891      | weitere Bilder |
| Haus Bloc                                                      |              | Rue des Capucins (Lage)                                   | PA00088120    | Classé         | 1983      | weitere Bilder |
| Haus von Jean-Jacques Huvé                                     |              | 13, route de Vaugirard (Lage)                             | PA00088122    | Classé         | 1945      | weitere Bilder |
| Haus von Marcel Dupré                                          |              | 40, boulevard Anatole-France (Lage)                       | PA00135374    | Inscrit        | 1995      | weitere Bilder |
| Office national d'études et de recherches aérospatiales        |              | 8, rue des Vertugadins (Lage)                             | PA92000006    | Inscrit Classé | 2000      | weitere Bilder |
| Villa des Brillants                                            |              | 19, avenue Auguste-Rodin (Lage)                           | PA00088123    | Classé         | 1972      | weitere Bilder |
| Villa Van Doesburg                                             |              | 29, rue Charles-Infroit (Lage)                            | PA00088125    | Inscrit        | 1965      | weitere Bilder |

## Liste der Objekte
- Monuments historiques (Objekte) in Meudon in der Base Palissy des französischen Kultusministeriums